# Alaina Bergsma
Alaina Bergsma Coble (Chandler, 30 marzo 1990) è una pallavolista statunitense, di ruolo opposto.

## Biografia
Nel 2012 vince il concorso di bellezza Miss Oregon USA, rappresentando lo stato dell'Oregon a Miss USA 2012. Nel 2014 si sposa con l'ex cestista della Northwestern Kevin Coble.

## Carriera

### Club
La carriera di Alaina Bergsma inizia a livello giovanile nell'Arizona Juniors e contemporaneamente con la Valley Christian HS. Gioca quindi a livello universitario, partecipando alla NCAA Division I con la Loyola Marymount, saltando l'annata nel 2008 e giocando con le Lions nel 2009, prima di trasferirsi alla Oregon nel 2010: durante il suo senior year, raggiunge la finale nazionale, perdendo contro la Texas, venendo comunque premiata come National Player of the Year.
Inizia la carriera professionista ingaggiata dalle Mets de Guaynabo, franchigia della Liga de Voleibol Superior Femenino, nella stagione 2013. Durante il campionato 2013-14 gioca nella Superliga Série A brasiliana col Minas. Dopo aver disputato la PSL Grand Prix Conference 2014, nelle Filippine, col Petron, nel gennaio 2015 torna a Porto Rico per giocare la LVSF 2015 con le Gigantes de Carolina; a metà stagione lascia il club e completa l'annata in Thailandia, dove difende i colori del Supreme Chonburi.
Nel campionato 2015-16 gioca nella Chinese Volleyball League con lo Yunnan; al termine degli impegni col club gioca in Indonesia, vestendo la maglia del Gresik Petrokimia per la Proliga 2016. Nel campionato seguente è sempre in Asia, ma nella V-League sudcoreana, difendendo i colori del KGC Ginseng, dove gioca per tre annate, ricevendo diversi premi individuali.

## Palmarès

### Club
- PSL Grand Prix Conference: 1

2014

### Premi Individuali
- 2011 - All-America Third Team
- 2012 - All-America First Team
- 2012 - National Player of the Year
- 2012 - Division I NCAA: Omaha Regional Most Outstanding Player
- 2012 - Division I NCAA: Louisville National All-Tournament Team
- 2017 - V-League: MVP dell'All-Star Game
- 2017 - V-League: MVP 4º round
- 2017 - V-League: MVP 6º round
- 2017 - V-League: Miglior opposto